# 카밀라 스파브
카밀라 스파브(Camilla Sparv, 1943년 6월 3일 ~ )는 스웨덴의 배우, 영화배우이다.
스톡홀름에서 태어났다.

## 영화
- 서바이벌 존 (1983년)
- 카보블란코 (1980, Caboblanco)
- 윈터 킬 (1979년)
- 그리스의 대부 (1978년)
- 사랑의 유람선 (1977년)
- 다운힐 레이서 (1969년)
- 맥켄나의 황금 (1969년)
- 비밀 지령 K (1968년)
- LA 현금 탈취 작전 (1966년)
- 헬리오 특공작전 (1966년)